# Phyllanthus ningaensis
Phyllanthus ningaensis är en emblikaväxtart som beskrevs av Maurice Schmid. Phyllanthus ningaensis ingår i släktet Phyllanthus och familjen emblikaväxter. Inga underarter finns listade i Catalogue of Life.